# Carissa Aurelia
Carissa Aurelia es un yacimiento arqueológico situado entre los términos municipales de Bornos y Espera (Cádiz, España) de época íbera y romana, con importantes restos de necrópolis. Se pueden observar numerosos columbarios excavados en la roca y otros construidos con piedras, así como laudas sepulcrales con inscripciones, entre las que destaca una de época paleocristiana de los siglos IV-V. También se observan restos de muros constructivos de edificaciones coetáneas.
La ciudad de Carissa fue primero municipio romano y posteriormente "Cives Romani", con derecho incluso a acuñar moneda propia, durante el mandato de Vespasiano.
En el BOE, es declarado bien de interés cultural, con la categoría de zona arqueológica:
El yacimiento de Carissa Aurelia está enclavado en una zona de pequeñas colinas y cerros de escasa altura (200 a 274 m. sobre el nivel del mar), que forman parte de las estribaciones de la Sierra de Gamaza y Sierra del Calvario, y domina por el este la zona del Coto de Bornos y por el oeste, la campiña del valle del río Salado.
La ciudad es citada en los textos clásicos en escasas ocasiones y las indicaciones que estos nos proporcionan se refieren principalmente a su situación geográfica y su estatus. Plinio el Viejo la ubica en el Conventus Gaditanus, como una ciudad de derecho latino, conocida con el cognomine de Aurelia.
Claudio Ptolomeo sólo precisa su ubicación entre Hispalis y Nabrissa, y Tácito la menciona refiriéndose al cognomen, afirmando que este se vincula con Cornelia, madre de los Graco y con Atia, madre de Augusto. 
Hay que esperar al siglo XVII para volver a encontrar referencias sobre la ciudad. Rodrigo Caro, nos habla también de restos visibles, que en su época aún se conservaban, y de los objetos que circulaban provenientes de allí, y cita una lápida que, posteriormente, Hübner recogería en el Corpus Inscriptorum Latinarum. 
Más tarde, Romero de Torres hizo un recorrido sobre lo que ya se conocía, siendo lo más interesante las indicaciones que ofrece sobre piezas salidas del yacimiento. 
De las distintas investigaciones, especialmente, la llevada a cabo entre 1985 y 1986 por Mª Luisa Lavado y Lorenzo Perdigones, se observa como el poblamiento se inicia en el Neolítico final o Calcolítico, a juzgar por los silos aparecidos, y perdura hasta época medieval, a la vista de las inhumaciones en fosa sin ajuar, aparecidas en las necrópolis. 
Sin embargo, el periodo de mayor esplendor se produce durante época romana, cuando Carissa se convierte en ciudad de derecho latino, favorecida por César, cuyo cognomen es seguro que proviene de la madre de este, y se contaba entre las veintisiete ciudades que a finales del siglo I a. C. poseían el ius latii (Derecho latino), perteneciendo muchos de sus habitantes a la tribu Galeria.
La ciudad se abandona en época tardorromana, tras su destrucción hacia el 560 d. C., siendo arrasada por los vándalos más tarde.
El conjunto de Carissa Aurelia comprende una gran extensión y en él se pueden distinguir varios elementos:

## La ciudad
La integra un despoblado formado por una serie de colinas donde se aprecia con claridad las diferentes partes de la ciudad, con una zona aplanada donde probablemente se ubicaron los edificios públicos.
Una vía romana, que aún hoy día se conserva, y que se encuentra flanqueada por los restos de los que fueran las puertas de la ciudad. También son visibles los restos de su muralla. En superficie se evidencian restos de muros y estructuras edilicias, así como materiales dispersos de construcción.

## Necrópolis Norte
Excavada durante las campañas arqueológicas de 1985 y 1986. Ha arrojado importantes testimonios sobre el ritual funerario de incineración con diversas tipologías en fosa simple y en doble fosa, estas últimas con cubiertas de sillares, de ladrillos o de tegulae. Las de tegulae están dispuestas a dos aguas o con tapa horizontal; incineración de urna dentro de fosa con cubierta de ladrillo y/o tegulae o fosas recortadas y urnas dentro de funda de plomo. También son de interés en esta necrópolis los columbarios, simples, y compuestos o asociados a otro tipo de incineraciones. En cuanto al ritual de inhumación están presentes los de fosa simple, rectangulares o cuadrangulares, fosa irregular y antropomorfa; inhumación en fosa con cubierta de tegulae, a dos aguas o con tapa horizontal, o de ladrillos. Asimismo encontramos tumbas de sillares simples y mixtas, con construcción de ladrillos y/o tegulae.

## Estructuras siliformes
Se trata de un conjunto de cinco estructuras siliformes, aparecidas en el transcurso de la excavación de la necrópolis tardorromana del Trigal noroeste, de época prehistórica y que podría corresponder a un asentamiento al aire libre.

## Camino interior de la Necrópolis
Perteneciente a época romana, se encuentra relacionado con la Necrópolis Norte. Este camino se encuentra situado en la caída este con una anchura de un metro y con dos canales laterales de desagüe y, probablemente, rodeaba la necrópolis por el este y permitía el tránsito por el interior del cementerio desde la ciudad.

## Necrópolis Sur
Situada a ambos lados de uno de los caminos que daba acceso a la ciudad. Característica común de esta necrópolis es que, hasta el momento, sólo aparece el ritual de la incineración. Los enterramientos presentan diversas tipologías, con tumbas de planta de cruz griega, troncocónicas o con cubierta a dos aguas. También aparecen tumbas de planta cuadrada construidas en mampostería, incineraciones simples en urnas e hipogeos.

## Expolio
Como otros tantos yacimientos en su entorno, sufre expolios